# Golden Globe 1990
La 47ª edizione della cerimonia di premiazione di Golden Globe si è tenuta il 20 gennaio 1990 al Beverly Hilton Hotel di Beverly Hills, California.
Katharine Kramer, figlia di Stanley Kramer, è stata la Golden Globe Ambassador dell'edizione.

## Premi per il cinema
Vengono di seguito indicati in grassetto i vincitori. Ove ricorrente e disponibile, viene indicato il titolo in lingua italiana e quello in lingua originale tra parentesi.

### Miglior film drammatico
- Nato il quattro luglio (Born on the Fourth of July), regia di Oliver Stone
- Crimini e misfatti (Crimes and Misdemeanors), regia di Woody Allen
- L'attimo fuggente (Dead Poets Society), regia di Peter Weir
- Fa' la cosa giusta (Do the Right Thing), regia di Spike Lee
- Glory - Uomini di gloria (Glory), regia di Edward Zwick

### Miglior film commedia o musicale
- A spasso con Daisy (Driving Miss Daisy), regia di Bruce Beresford
- La sirenetta (The Little Mermaid), regia di Ron Clements e John Musker
- Shirley Valentine - La mia seconda vita (Shirley Valentine), regia di Lewis Gilbert
- La guerra dei Roses (The War of the Roses), regia di Danny DeVito
- Harry, ti presento Sally... (When Harry Met Sally…), regia di Rob Reiner

### Miglior regista
- Oliver Stone - Nato il quattro luglio (Born on the Fourth of July)
- Peter Weir - L'attimo fuggente (Dead Poets Society)
- Spike Lee - Fa' la cosa giusta (Do the Right Thing)
- Edward Zwick - Glory - Uomini di gloria (Glory)
- Rob Reiner - Harry, ti presento Sally... (When Harry Met Sally…)

### Miglior attore in un film drammatico
- Tom Cruise - Nato il quattro luglio (Born on the Fourth of July)
- Jack Lemmon - Dad - Papà (Dad)
- Robin Williams - L'attimo fuggente (Dead Poets Society)
- Daniel Day-Lewis - Il mio piede sinistro (My Left Foot)
- Al Pacino - Seduzione pericolosa (Sea of Love)

### Migliore attrice in un film drammatico
- Michelle Pfeiffer - I favolosi Baker (The Fabulous Baker Boys)
- Jessica Lange - Music Box - Prova d'accusa (Music Box)
- Liv Ullmann - The Rose Garden (The Rose Garden)
- Andie MacDowell - Sesso, bugie e videotape (Sex, Lies, and Videotape)
- Sally Field - Fiori d'acciaio (Steel Magnolias)

### Miglior attore in un film commedia o musicale
- Morgan Freeman - A spasso con Daisy (Driving Miss Daisy)
- Jack Nicholson - Batman (Batman)
- Steve Martin - Parenti, amici e tanti guai (Parenthood)
- Michael Douglas - La guerra dei Roses (The War of the Roses)
- Billy Crystal - Harry, ti presento Sally... (When Harry Met Sally…)

### Migliore attrice in un film commedia o musicale
- Jessica Tandy - A spasso con Daisy (Driving Miss Daisy)
- Meryl Streep - She-Devil - Lei, il diavolo (She-Devil)
- Pauline Collins - Shirley Valentine - La mia seconda vita (Shirley Valentine)
- Kathleen Turner - La guerra dei Roses (The War of the Roses)
- Meg Ryan - Harry, ti presento Sally... (When Harry Met Sally…)

### Miglior attore non protagonista
- Denzel Washington - Glory - Uomini di gloria (Glory)
- Danny Aiello - Fa' la cosa giusta (Do the Right Thing)
- Marlon Brando - Un'arida stagione bianca (A Dry White Season)
- Bruce Willis - Vietnam - Verità da dimenticare (In Country)
- Sean Connery - Indiana Jones e l'ultima crociata (Indiana Jones and the Last Crusade)
- Ed Harris - Jacknife - Jack il coltello (Jacknife)

### Migliore attrice non protagonista
- Julia Roberts - Fiori d'acciaio (Steel Magnolias)
- Brenda Fricker - Il mio piede sinistro (My Left Foot)
- Dianne Wiest - Parenti, amici e tanti guai (Parenthood)
- Bridget Fonda - Scandal - Il caso Profumo (Scandal)
- Laura San Giacomo - Sesso, bugie e videotape (Sex, Lies, and Videotape)

### Migliore sceneggiatura
- Oliver Stone e Ron Kovic - Nato il quattro luglio (Born on the Fourth of July)
- Tom Schulman - L'attimo fuggente (Dead Poets Society)
- Spike Lee - Fa' la cosa giusta (Do the Right Thing)
- Kevin Jarre - Glory - Uomini di gloria (Glory)
- Steven Soderbergh - Sesso, bugie e videotape (Sex, Lies, and Videotape)
- Nora Ephron - Harry, ti presento Sally... (When Harry Met Sally…)

### Migliore colonna sonora originale
- Alan Menken - La sirenetta (The Little Mermaid)
- John Williams - Nato il quattro luglio (Born on the Fourth of July)
- Ennio Morricone - Vittime di guerra (Casualties of War)
- David Grusin - I favolosi Baker (The Fabulous Baker Boys)
- James Horner - Glory - Uomini di gloria (Glory)

### Migliore canzone originale
- Under the Sea, musica di Alan Menken e testo di Howard Ashman - La sirenetta (The Little Mermaid)
- After All, musica di Tom Snow e testo di Dean Pitchford - Uno strano caso (Chances Are)
- Kiss the Girl, musica di Alan Menken e testo di Howard Ashman - La sirenetta (The Little Mermaid)
- I Love to See You Smile, musica e testo di Randy Newman - Parenti, amici e tanti guai (Parenthood)
- The Girl Who Used to Be Me, musica di Marvin Hamlisch e testo di Alan e Marilyn Bergman - Shirley Valentine - La mia seconda vita (Shirley Valentine)

### Miglior film straniero
- Nuovo Cinema Paradiso, regia di Giuseppe Tornatore (Italia)
- Camille Claudel (Camille Claudel), regia di Bruno Nuytten (Francia)
- Jésus de Montréal (Jésus de Montréal), regia di Denys Arcand (Canada)
- Un affare di donne (Une affaire de femmes), regia di Claude Chabrol (Francia)
- Život sa stricem (Život sa stricem), regia di Krsto Papić (Jugoslavia)

## Premi per la televisione
Vengono di seguito indicati in grassetto i vincitori. Ove ricorrente e disponibile, viene indicato il titolo in lingua italiana e quello in lingua originale tra parentesi.

### Miglior serie drammatica
- China Beach
- L'ispettore Tibbs (In the Heat of the Night)
- L.A. Law - Avvocati a Los Angeles (L.A. Law)
- La signora in giallo (Murder, She Wrote)
- In famiglia e con gli amici (Thirtysomething)
- Oltre la legge - L'informatore (Wiseguy)

### Miglior serie commedia o musicale
- Murphy Brown
- Cin cin (Cheers)
- Quattro donne in carriera (Designing Women)
- Il cane di papà (Empty Nest)
- Cuori senza età (The Golden Girls)
- Blue Jeans (The Wonder Years)

### Miglior mini-serie o film per la televisione
- Colomba solitaria (Lonesome Dove), regia di Simon Wincer
- Steven, 7 anni: rapito (I Know My First Name Is Steven), regia di Larry Elikann
- My Name Is Bill W. (My Name Is Bill W.), regia di Daniel Petrie
- Roe vs. Wade, regia di Gregory Hoblit
- Sacrificio d'amore (Small Sacrifices), regia di David Greene

### Miglior attore in una serie drammatica
- Ken Wahl - Oltre la legge - L'informatore (Wiseguy)
- Carroll O'Connor - L'ispettore Tibbs (In the Heat of the Night)
- Corbin Bernsen - L.A. Law - Avvocati a Los Angeles (L.A. Law)
- Harry Hamlin - L.A. Law - Avvocati a Los Angeles (L.A. Law)
- Ken Olin - In famiglia e con gli amici (Thirtysomething)

### Miglior attore in una serie commedia o musicale
- Ted Danson - Cin cin (Cheers)
- Judd Hirsch - Caro John (Dear John)
- Richard Mulligan - Il cane di papà (Empty Nest)
- John Goodman - Pappa e ciccia (Roseanne)
- Fred Savage - Blue Jeans (The Wonder Years)

### Miglior attore in una mini-serie o film per la televisione
- Robert Duvall - Colomba solitaria (Lonesome Dove)
- John Gielgud - Ricordi di guerra (War and Remembrance)
- Lane Smith - Giorni di fuoco (The Final Days)
- Ben Kingsley - Wiesenthal (Murderers Among Us: The Simon Wiesenthal Story)
- James Woods - My Name Is Bill W.

### Miglior attrice in una serie drammatica
- Angela Lansbury - La signora in giallo (Murder, She Wrote)
- Dana Delany - China Beach
- Susan Dey - L.A. Law - Avvocati a Los Angeles (L.A. Law)
- Jill Eikenberry - L.A. Law - Avvocati a Los Angeles (L.A. Law)
- Mel Harris - In famiglia e con gli amici (Thirtysomething)

### Miglior attrice in una serie commedia o musicale
- Jamie Lee Curtis - Anything But Love (Anything But Love)
- Kirstie Alley - Cin cin (Cheers)
- Candice Bergen - Murphy Brown
- Stephanie Beacham - Sister Kate
- Tracey Ullman - The Tracey Ullman Show

### Miglior attrice in una mini-serie o film per la televisione
- Christine Lahti - Senza rifugio (No Place Like Home)
- Jane Seymour - Ricordi di guerra (War and Remembrance)
- Loretta Young - Donne di successo (Lady in the Corner)
- Holly Hunter - Roe vs. Wade
- Farrah Fawcett - Sacrificio d'amore (Small Sacrifices)

### Miglior attore non protagonista in una serie
- Dean Stockwell - In viaggio nel tempo (Quantum Leap)
- Larry Drake - L.A. Law - Avvocati a Los Angeles (L.A. Law)
- Michael Tucker - L.A. Law - Avvocati a Los Angeles (L.A. Law)
- Chris Burke - Una famiglia come le altre (Life Goes On)
- Tommy Lee Jones - Colomba solitaria (Lonesome Dove)

### Miglior attrice non protagonista in una serie
- Amy Madigan - Roe vs. Wade
- Rhea Perlman - Cin cin (Cheers)
- Susan Ruttan - L.A. Law - Avvocati a Los Angeles (L.A. Law)
- Anjelica Huston - Colomba solitaria (Lonesome Dove)
- Julie Sommars - Matlock

## Premi onorari
- Golden Globe alla carriera: Audrey Hepburn